# Вердуно
Вердуно (итал. Verduno) је насеље у Италији у округу Кунео, региону Пијемонт.
Према процени из 2011. у насељу је живело 393 становника. Насеље се налази на надморској висини од 355 м.

## Становништво
| 1931. | 1936. | 1951. | 1961. | 1971. | 1981. | 1991. | 2001. | 2011. |
| ----- | ----- | ----- | ----- | ----- | ----- | ----- | ----- | ----- |
| 782   | 755   | 627   | 501   | 465   | 433   | 430   | 512   | 577   |